# Thompson's Opera
El Thompson's Opera (también conocido como Brown's Hall, Brown's Opera House o Gem Theater) es un pequeño edificio en Pioche, Nevada, Estados Unidos. La ópera es un edificio con estructura de madera construida en 1873, que se adjunta más o menos al ladrillo contiguo del Teatro Gem, un cine con mampostería que data de 1937. El Teatro de la Ópera fue utilizado como una casa de reunión de la comunidad, salón de baile y teatro. El teatro fue construido por Aleck Brown en septiembre de 1873 y contó con la actuación de Pigmalión y Galatea para su noche de apertura, con un elenco de actores profesionales de San Francisco.